# Agnaldo Rayol
Agnaldo Rayol, nome completo Agnaldo Coniglio Rayol (Rio de Janeiro, 3 maggio 1938 – San Paolo, 4 novembre 2024), è stato un cantante, attore e showman brasiliano.

## Biografia
Agnaldo Rayol esordì nello spettacolo a soli cinque anni come voce di stacchetti musicali in un programma dell'emittente Rádio Nacional di Rio de Janeiro. All'età di undici apparve invece per la prima volta in un film e per qualche tempo si dedicò esclusivamente alla recitazione. Nel 1956 incise il suo primo album e da allora si propose soprattutto come cantante, portando tuttavia avanti per diversi anni l'attività nel cinema. Recitò anche in alcune telenovelas, sostenendo sia ruoli marginali sia parti notevoli (lo si ricorda soprattutto in Quanto si piange per amore).
Apprezzato soprattutto per il suo repertorio di interprete romantico, Agnaldo Rayol conobbe un grande successo per almeno quattro decenni grazie anche agli show televisivi da lui presentati, tra i quali è d'obbligo menzionare l'Agnaldo Rayol Show e il Corte Rayol Show, entrambi prodotti da Rede Record, nonché Festa Baile, andato in onda su Tv Cultura.
Rappresentò il Brasile all'OTI 1974 con la canzone Porque, ma si piazzò all'ultimo posto.
Negli anni 1990 incise alcune canzoni in italiano, come Tormento d'Amore, sigla di apertura della telenovela Terra nostra, eseguita in duetto con Charlotte Church e registrata a Londra.
Fervente cattolico, nel maggio del 2007 cantò durante la messa officiata da Benedetto XVI per la canonizzazione di Frei Galvão, sulla pista dell'Aeroporto di San Paolo-Campo de Marte.
Morì il 4 novembre 2024 in un ospedale di San Paolo, dopo essere stato ricoverato a causa di una caduta nella sua abitazione, all'età di 86 anni.

## Vita privata
Rayol e la moglie Maria rimasero sposati per più di cinquant'anni, fino al decesso dell'artista. La coppia ebbe un figlio maschio, che morì ad appena tre mesi di età. Negli ultimi tempi Rayol si prese particolarmente cura della moglie, alla quale era stata diagnosticata la malattia di Alzheimer.

## Nella cultura di massa
- L'attore Frederico Reuter ha dato volto all'artista nella miniserie televisiva Hebe: A Estrela do Brasil, incentrata sulla figura di Hebe Camargo.

## Discografia
- 2011 - O Amor É Tudo
- 2005 - Maxximum
- 2000 - Agnaldo Rayol
- 2000 - Mensageiro do Amor
- 2000 - Sempre Boleros
- 1999 - Focus
- 1999 - Você É Um Pouco de Mim
- 1999 - Terra nostra
- 1998 - Tormento D'amore
- 1997 - Todo o Sentimento
- 1997 - Sempre Romântico
- 1994 - Agnaldo Rayol
- 1986 - Meu Jeito de Amar
- 1984 - Água Caliente
- 1972 - Imagem
- 1971 - O Que Eu Canto
- 1968 - As Minhas Preferidas, na voz de Agnaldo Rayol
- 1968 - Agnaldo Rayol
- 1968 - Quero Lhe Dizer Cantando
- 1967 - Você é Um Pouco de Mim
- 1966 - Quando o Amor Te Chama
- 1966 - A Mais Bela Voz do Brasil
- 1965 - Sempre Te Amarei
- 1964 - Meu Amor É Mais Amor
- 1964 - Frente ao Mar
- 1963 - E Agora.../Manhã de Amor
- 1963 - Babalu/Canção de Outono
- 1963 - Maria Solidão/Acorrentados
- 1963 - Frente ao mar/Deixe para mim a culpa
- 1962 - Pierrô/Rosalinda
- 1962 - Eu quero twist/Terezinha
- 1962 - Se ela voltar/Faz tanto tempo
- 1962 - Adiante/E a Vida Continua
- 1962 - O Céu Que Vem de Você/De Joelhos
- 1962 - E a Vida Continua
- 1962 - Plenitude
- 1961 - Que Pena/Não Pode Ser
- 1961 - Se Ela Voltar
- 1961 - Eu Não Tenho Para Onde Ir
- 1961 - La novia/Diante de Deus
- 1961 - Felicidade/Fiquei Sozinho
- 1961 - Volta aos Meus Braços/E Eu Te Chamei de Amor
- 1960 - Minha Impaciência/Sou Eu
- 1960 - Marina/Sou Doido
- 1959 - Lo Sono Il Vento/Trágica Mentira
- 1959 - Não Me Condenem/Perdi Meu Amor
- 1959 - Você/Felicidade Ligeira
- 1959 - Dona Saudade/Escala de Cores
- 1959 - O Primeiro Natal/Eterno Natal
- 1959 - Noturno de Ouro Preto/Tu És o Meu Castigo
- 1959 - Maior Que a Saudade
- 1958 - Prece/Se Todos Fossem Iguais a Você
- 1958 - Onde Estará Meu Amor/Tarde Demais
- 1958 - Dançar Com Você/Serenata do Adeus
- 1958 - Sonhos Musicais
- 1958 - Agnaldo Rayol

## Filmografia

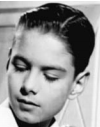
Agnaldo Rayol all'età di 11 anni nel suo primo film

### Cinema
- Também Somos Irmãos, regia di José Carlos Burle (1949)
- Maior Que o Ódio, regia di José Carlos Burle (1951)
- Uma Certa Lucrécia, regia di Fernando De Barros (1957)
- Chofer de Praça, regia di Milton Amaral (1958)
- Jeca Tatu, regia di Milton Amaral (1959)
- Pistoleiro Bossa Nova, regia di Victor Lima (1959)
- Garota Enxuta, regia di J. B. Tanko (1959)
- Zé do Periquito, regia di Amácio Mazzaropi e Ismar Porto (1960)
- Tristeza do Jeca, regia di Amácio Mazzaropi (1961)
- Agnaldo, Perigo à Vista, regia di Reynaldo Paes de Barros (1969)
- A Herança, regia di Ozualdo Ribeiro Candeias (1970)
- Possuidas Pelo Pecado, regia di Jean Garret (1976)

### Televisione
- Mãe – telenovela (1964)
- O Caminho das Estrelas – telenovela (1965)
- A Última Testemunha – telenovela (1968-1969)
- Os Deuses Estão Mortos – telenovela (1971)
- As Pupilas do Senhor Reitor – serial TV, 279 episodi (1970-1971)
- Como Salvar Meu Casamento – telenovela (1979)
- Dulcinéa Vai à Guerra – telenovela (1980)
- Quanto si piange per amore – telenovela, 103 episodi (1980)
- Gli emigranti (Os Imigrantes) – telenovela (1981)
- Bronco – telenovela (1987)
- A Verdadeira História de Romeu e Julieta, regia di Hélio Vargas – film TV (1990)
- Romeu e Julieta, regia di Simone Lopes – film TV (2003)
- Meu Cunhado – telenovela (2004)
- Mister Brau – telenovela (2017)